# Kleber Lucas
Kleber Lucas Costa OMC, ou simplesmente Kleber Lucas Arlette Pinheiro Monteiro Torres (São Gonçalo, 23 de junho de 1968)  é um cantor, compositor, músico e pastor evangélico brasileiro, além de ser mestre e doutorando em história pela Universidade Federal do Rio de Janeiro.
Fez parte da banda Koinonya e iniciou carreira solo em 1996. Seu primeiro disco de projeção nacional foi Meu Maior Prazer (1998) e alcançou sucesso comercial com os álbuns Deus Cuida de Mim (1999) e Aos Pés da Cruz (2001). Ao longo da carreira, Kleber lançou vários trabalhos em estúdio e ao vivo e flertou com vários gêneros, como o pop rock, soul e a música popular brasileira, como no projeto Comunhão: Para Aqueles que Te Amam (2007). Foi indicado e vencedor do Grammy Latino de Melhor Álbum de Música Cristã (Língua Portuguesa).
Kleber Lucas também trabalhou como produtor musical e compositor de vários artistas e bandas, tendo, como parcerias, Aline Barros, Nádia Santolli, Trazendo a Arca, Fernanda Brum, dentre outros.

## Biografia
Kleber nasceu em São Gonçalo, município pertencente ao estado do Rio de Janeiro, no dia 23 de junho de 1968,  mas foi registrado no cartório dia 27 de junho de 1968.
Cresceu em uma comunidade muito simples e se mudou muitas vezes durante a infância pois a família não tinha condições financeiras para se estabelecer por muito tempo. Em função desses problemas financeiros, Kleber teve sua criatividade estimulada. Como não tinha dinheiro para comprar brinquedos para si, o lazer de Kleber se resumia a brincadeiras de rua. Juntamente com as outras crianças da comunidade, jogava futebol com bola de meia, construía carrinhos de rolimã, casas na árvore. Entretanto, seu momento favorito era quando os amigos se reuniam para cantar cantigas de roda. Em 1981, a família de Kleber se mudou para Niterói, atualmente residem na Barra da Tijuca.[carece de fontes?]

### Conversão religiosa
No ano de 1985, Kleber Lucas se converteu ao cristianismo através de um grupo de jovens da igreja Nova Vida de Icaraí, que fazia um trabalho de evangelismo nas ruas com música. A igreja Nova Vida por ter sido fundada por um músico, o bispo Robert McAlister, influenciou muito a geração de cristãos que estava surgindo no Rio de Janeiro através da música. E foi nesse grupo de jovens que o Kleber desenvolveu seu interesse pelo ministério. O grupo cresceu muito, novos músicos chegaram e a igreja decidiu formar um coral e Kleber foi convidado para participar. Seu amadurecimento e discipulado foi realizado na Igreja Cristã Apostólica em Icaraí, Niterói, pastoreada pelo Rev. Dr. Luciano Vilaça. Kleber, é pastor sênior e fundador da Soul Igreja Batista, localizada no bairro do Recreio dos Bandeirantes.[carece de fontes?]

## Carreira

### 1988–2001: Início e notoriedade nacional
O primeiro passo para o seu envolvimento com a música foi no coral da igreja, onde aprendeu suas primeiras notas e se destacou. Já em 1988, Kleber mudou-se para Goiânia, onde ficou por nove anos fazendo parte do ministério da Comunidade Evangélica, que acabava de nascer. Neste período, estudou Teologia na Escola Bíblica e dedicou-se ao aprendizado da música, influenciado pela visão de louvor e adoração de seus líderes.[carece de fontes?]
No ano de 1995, Kleber deixa o grupo Koinonya, que na época passava por uma mudança de localidade, para tentar carreira solo. Apesar do grupo estar em evidência nos anos 1990, Kleber não fazia parte do plantel de músicos principais do grupo. Isso facilitou a transição dele como parte de uma banda para artista solo, uma vez que ele não era diretamente associado ao Koinonya. Kleber começou a produção do seu primeiro disco em 1996, Rendei Graças, que foi um projeto independente autoral, com algumas músicas antes gravadas pelo Koinonya e outras músicas inéditas.
No final de 1997, Kleber volta para o Rio de Janeiro e conhece a presidente da gravadora MK Music, Yvelise de Oliveira, que ao ouvir uma cópia do CD Rendei Graças, resolveu convidá-lo para gravar um novo trabalho pela gravadora. Então Kleber passou o restante do ano em curso e o início do ano seguinte em estúdio gravando o CD Meu Maior Prazer, que foi lançado em maio de 1998, alcançou disco de ouro e colocou Kleber nas paradas radiofônicas em todo país.
Deus Cuida de Mim foi lançado no ano de 1999 e produzido por Rogério Vieira. A música "Deus Cuida de Mim" tornou-se um dos maiores sucessos de sua carreira solo. O álbum Aos Pés da Cruz, lançado em 2001, o consagrou como ícone da música cristã. Produzido por Ricardo Feghali e gravado pela banda do Roupa Nova, especialmente por Cleberson Horsth o disco recebeu certificações da ABPD.[carece de fontes?]

### 2003–2009: Novas direções e produções musicais
Em 2003, o CD Pra Valer a Pena, que mantinha parceria com Feghali na produção, não manteve o sucesso do anterior, mas foi marco importante do amadurecimento musical de Kleber Lucas, que migrava seu som para o pop/rock que crescia dentro das igrejas principalmente na Inglaterra, Austrália e Estados Unidos.
Em 2005, Kleber produziu seu quinto CD pela MK Music, Casa de Davi, Casa de Oração, que o levou de volta ao topo das paradas radiofônicas. No ano de 2006, Kleber gravou o DVD Propósito, que reuniu seus maiores sucessos em um show lotado na casa de espetáculos Via Show.
Kleber também atuou como produtor musical e compositor em discos de vários artistas como Louvor Profético da cantora Léa Mendonça, Som de Adoradores de Aline Barros. Antes do Sol Nascer, de Nádia Santolli, etc...
Anos depois, Kleber Lucas lançou Comunhão, um projeto com influências da música popular brasileira. Produzido pelo pianista Rafael Vernet em atmosfera intimista e poética. Vendeu pouco em comparação com o seu antecessor, mas foi elogiado pela crítica e pela classe artística. Sua versão em DVD foi gravada em cinco locações diferentes e reúne as canções do CD comunhão, alguns dos sucessos dos CDs anteriores e as músicas ”Apaixonado” e ”Tempo de Crescer” compostas por Kleber, mas gravadas por Aline Barros e Fernanda Brum, respectivamente.
[carece de fontes?]

### 2009–atualmente: Projetos atuais
Em 2009, Kleber assina a produção de mais um disco, Meu Alvo, e estreia como pianista, sendo responsável pelo instrumento em todas as faixas. O CD lhe rendeu a primeira indicação Grammy Latino e a aquisição de mais um disco de ouro. Na mesma época, colaborou como compositor nas músicas "Invoca-Me" e "Cruz", do álbum Pra Tocar no Manto, da banda Trazendo a Arca.
Dois anos mais tarde, Kleber gravou o CD O Nosso Deus é Fiel, com treze musicas inéditas, uma nova banda para acompanhá-lo. Novamente, ele foi o produtor da obra, que contou com composições autorais e também de letristas como Duda Andrade, Regis Danese, Davi Fernandes, dentre outros. O trabalho foi produzido pelo cantor.
Em meados de junho de 2012, a gravadora entrou em contato com Kleber pedindo um novo CD até o final do ano e em cerca de um mês ele compôs mais de 30 músicas para seleção de repertório. Kleber retomou a parceira com o produtor Rogério Vieira, responsável pela produção do CD Deus Cuida de Mim, e terminou as gravações em tempo recorde, do dia 8 de agosto até o dia 21 de agosto. Profeta da Esperança foi lançado naquele ano, e com a obra o artista ganhou o Grammy Latino de Melhor Álbum de Música Cristã (Língua Portuguesa). A música "Vou Deixar na Cruz" foi carro chefe do projeto que teve mais de 40 mil cópias vendidas e foi certificado com disco de ouro pela ABPD.
Dois anos depois, em 2014, o cantor lança o CD O Filho de Deus. Nesta obra, o cantor inicia uma parceria com o tecladista e pianista Kleyton Martins, que assina a produção musical. A obra repete a proposta congregacional do registro anterior, trazendo como single a música "A Cruz Vazia", além de outras composições autorais em parceria com o cantor e compositor Pr. Lucas.
Ao trabalhar novamente com Kleyton Martins, Kleber lançou o álbum Pela Fé em julho de 2016. A obra, com doze faixas totalmente escritas por Kleber Lucas, teve como single a música "A Ele". O álbum contém a participação de vários músicos, como os guitarristas Sérgio Knust e Bene Maldonado, além de influências diversas, como pop, soul e música nordestina. O registro foi apontado, pela crítica, como o melhor trabalho de Kleber desde Comunhão para Aqueles que Te Amam.

## Discografia
Estúdio
- 1996: Rendei Graças
- 1998: Meu Maior Prazer
- 1999: Deus Cuida de Mim
- 2003: Pra Valer a Pena
- 2007: Comunhão: Para Aqueles que Te Amam
- 2010: Som Gospel
- 2016: Pela Fé
- 2019: Mosaico - Volume 1
- 2020: Mosaico - Volume 2
- 2021: Single - Acredita só um pouco mais
- 2021: Single: Manassés
- 2022: Single - Coração de amor
- 2022: Single - Jesus, te amo
- 2022: EP - Levanta e Anda
- 2022: Single - Enquanto o seu povo ora
- 2022: Messias (feat. com vários cantores)
- 2022: Single - Deus cuida de mim (com Caetano Veloso)
- 2023: Single - A Paz
- 2023: EP - Renasci
- 2024: Single - Luz dos meus dias

Álbuns ao vivo
- 2001: Aos Pés da Cruz
- 2005: Casa de Davi, Casa de Oração
- 2006: Propósito
- 2009: Meu Alvo
- 2011: O Nosso Deus é Fiel
- 2012: Profeta da Esperança
- 2014: O Filho de Deus
- 2017: Live Session
- 2020: Kleber Lucas ao vivo
- 2024: Kleber Lucas ao Vivo no Teatro Rival, Parte 1

## Videografia
- 2002 - DVD O Show (MK Music)
- 2006 - DVD Propósito (MK Music)
- 2009 - DVD Comunhão - Para Aqueles Que te Amam (MK Music)
- 2012 - DVD Clipes Collection (MK Music)

## Premiações e indicações
Troféu Talento
| Ano  | Categoria         | Resultado |
| ---- | ----------------- | --------- |
| 2003 | Cantor do Ano     | Indicado  |
| 2003 | Compositor do Ano | Indicado  |

Troféu U.M.
| Ano  | Categoria                                                             | Resultado |
| ---- | --------------------------------------------------------------------- | --------- |
| 2003 | Melhor Música - Pra Valer a Pena                                      | Venceu    |
| 2003 | Melhor Disco de Coletânea/Regravação/Tributo de 2003 - Amo Você Vol.9 | Venceu    |

Grammy Latino
| Ano  | Categoria                                                                 | Resultado |
| ---- | ------------------------------------------------------------------------- | --------- |
| 2010 | Melhor Álbum de Música Cristã em Língua Portuguesa - Meu Alvo             | Indicado  |
| 2013 | Melhor Álbum de Música Cristã em Língua Portuguesa - Profeta da Esperança | Venceu    |

Troféu Gerando Salvação
| Ano  | Categoria                    | Resultado |
| ---- | ---------------------------- | --------- |
| 2021 | Música Celebração - Manassés | Indicado  |

Prêmio Multishow de Música Brasileira
| Ano  | Categoria                                                       | Resultado |
| ---- | --------------------------------------------------------------- | --------- |
| 2023 | Música Gospel do Ano - Deus Cuida de Mim (Part. Caetano Veloso) | Venceu    |